# Авіаційна вулиця (Бровари)
Ву́лиця Авіаці́йна — вулиця у місті Бровари Київської області.

## Опис
Вулиця має протяжність 750 метрів. Забудова — малоповерхова, приватна садибна, усього близько 20-ти будинків. Велика частина садиб перебувають в стані будівництва, частина ділянок не забудовані. Початок вулиці переважно забудований, має асфальтове покриття. Кінець вулиці — не збудований та переважно не забудований.

## Розміщення
Вулиця Авіаційна розміщена у місцевості Торгмаш. Починається від вулиці Котовського, закінчується в лузі (за деякими даними — вулицею Джеймса Мейса). Вулицю Авіаційну перетинають вулиці Хмельницького, Прилуцька, Покровська, Богуна. До вулиці Авіаційної прилучається вулиця Олійника; за деякими даними також прилучається вулиця Гастелло.